# 1. DFC Leoben
Der 1. Damen-Fußball-Club Leoben ist ein österreichischer Frauenfußballverein aus Leoben in der Steiermark.

## Geschichte

### Gründungsgeschichte und erste Jahre
Der Verein wurde im Jahr 1976, in einer Zeit, in der sich Frauenfußball in Österreich fast ausschließlich auf die Bundesländer Wien und Niederösterreich konzentrierte, von Sonja Pohland gegründet. Unter der Leitung von Johann Pernsteiner stellte die Leobener Damenmannschaft als bald ein Gegengewicht zum LUV Graz, dem damals einzigen spielstarken Verein der Steiermark dar.
Im Spieljahr 1978/79 nahm Leoben erstmals an der vom Wiener Fußballverband organisierten Damenliga Ost teil, die damals als oberste österreichische Spielstufe galt und konnte sich vor dem ESV Parndorf auf dem siebten und vorletzten Rang platzieren. Mit den starken Wiener Vereinen vermochten die Obersteierrinnen in den ersten Jahren nur schwer konkurrieren, doch nach einem letzten Tabellenrang im Jahr 1980 folgte sukzessive eine Verbesserung des Kaders und der Spielweise der Leobenerinnen, womit sich der noch junge Verein 1985 – in seinem erst zehnten Bestandsjahr – bereits auf den vierten Tabellenrang und das nur drei Punkte hinter dem damaligen Meister Ostbahn XI, vorarbeiten konnte.

### Meisterehren und drei Pokalfinale
Seine größten Erfolge erzielte der 1. DFC Leoben in den beiden folgenden Spielsaisonen, in denen sich der Verein jeweils ungeschlagen zum österreichischen Frauenfußballmeister kürte. In der Saison 1985/86 erarbeiteten sich die Leobnerinnen in vierzehn Spielen ein Torverhältnis von 35 geschossenen zu nur 12 erhaltenen Treffern und platzierten sich mit fünf Punkten Vorsprung auf den ebenfalls überraschend starken Lokalrivalen LUV Graz auf dem ersten Rang. Im Spieljahr 1986/87 verteidigte Leoben den Meistertitel souverän mit vier Zählern Vorsprung auf den Spitzenverein Union Kleinmünchen. Die Stärke der steirischen Fußballdamen lässt sich auch aus dem Torverhältnis von 44 erzielten zu nur zehn erhaltenen Toren nachvollziehen. In derselben Saison spielte sich der 1. DFC Leoben erstmals in das Finale des Cupbewerbs, schrammte mit einer 1:2-Niederlage gegen Union Landhaus aber knapp am erstmaligen Doublegewinn vorbei.
Die darauffolgenden Jahre brachten dem Verein immer wieder gute Platzierungen in der Meisterschaft, für einen Platz ganz vorne reichte es aber nicht mehr. Im Cupbewerb konnte man 1990 nochmals das Finale erreichen, unterlag aber dem SC Brunn am Gebirge mit 1:2. In der Meisterschaft driftete der Verein bis Mitte der 1990er Jahre langsam ins Mittelfeld und gegen Ende des Jahrzehnts immer mehr ans Tabellenende hin ab. Ein Hoffnungsschimmer zeigte sich in der Saison 1999/2000 mit dem dritten Einzug ins Cupfinale. Nach guten Partien gegen Stattersdorf (4:4 und 5:3 n. E.), Hellas Kagran (7:0) und Süd-Ost (2:0) ging aber auch dieses mit 3:5 gegen Union Landhaus verloren.

### Erstmaliger Abstieg und Wiederaufstieg
Nachdem 2001 die Führung des Vereins an Hubert Greimer übergeben wurde, setzte es einen herben Rückschlag für den Damenverein aus Leoben mit dem erstmaligen Abstieg aus der Frauen-Bundesliga in der Saison 2002/03. In der 2. Division Süd erzielte der 1. DFC Leoben mit 128 Toren zwar die meisten Treffer der Liga, musste aber bis zuletzt um den Wiederaufstieg in die oberste Liga zittern. Am Ende der Saison gab aber das Rekordtorverhältnis von 128:12 den Ausschlag gegen den punktegleichen Rivalen aus Sankt Ruprecht, mit dem man gemeinsam die Liga dominierte (der Rückstand des Drittplatzierten betrug 21 Punkte).
Obwohl mit starken Ambitionen in die Bundesligasaison 2004/05 gestartet, wartete am Ende erneut der Abstieg in die zweite Leistungsklasse. 2005/06 konkurrierten die Leobnerinnen wiederum mit den Damen des DFC St. Ruprecht um den Aufstiegsplatz und holten sich schlussendlich mit fünf Punkten Vorsprung erneut den Meistertitel der 2. Division. Nachdem sich der Verein in den Relegationsspielen gegen den Ostligameister SV Horn mit 3:1 und 0:1 durchsetzen konnte, spielten die Leobnerinnen nach einem Jahr Bundesligaabstinenz in der Saison 2006/07 wieder in der ÖFB-Frauenliga. Hier und es wurde erstmals die Playoff eingeführt. Weiters konnte der Abgang einiger Spielerinnen nicht verkraftet werden, und so konnten die Damen von Leoben nur zwei Punkte erkämpfen, was den Abstieg in die 2. Frauenliga Süd bedeutete. Da der Kader sehr klein war, wurden mit einigen Damenvereinen Gespräche geführt, um den Kader für die Saison 2008/2009 aufzustocken. Mit dem FC Kammern wurde man sich einig, und es wurde sogar eine zweite Mannschaft gemeldet. Nachdem die Leobnerinnen nach den ersten gewonnenen Spielen an der Tabellenspitze standen, verspielten sie diesen Vorsprung durch unnötige Niederlagen, und so reichte es am Ende nur für den vierten Platz. Die Höhen und Tiefen zogen sich durch das darauf folgende Jahr, weiters verunsichert wurden die Damen durch einen überraschenden Trainerwechsel, schließlich reichte es zum 5. Platz.

### Neuwahl und Umstrukturierung
Nach langjähriger Tätigkeit wurde Hubert Greimer amtsmüde, und im Juni 2010 wurde die Führung des Vereins an Robert Hitzelberger übergeben. Am 1. Juli 2014 ging der Verein eine Spielgemeinschaft mit dem LUV Graz Damen unter dem Namen DFC LUV Graz ein, die in der ÖFB Frauen-Bundesliga spielte und im Sommer 2017 wieder aufgelöst wurde. Der DFC Leoben spielt seit der Saison 2017/18 erneut in der Landesliga.

## Titel und Erfolgen
- 2× Österreichischer Meister: 1986, 1987
- 2× Meister 2. Division Süd: 2004, 2006
- 3× Österreichischer Cupfinalist: 1987, 1990, 2000
- 1× Semifinale ÖFB-Cup: 2001
- 1× Viertelfinale ÖFB-Cup: 2003

## Bekannte Spielerinnen
- Sabrina Kerschbaumer (Torschützenkönigin Saison 2008/2009, 2. Frauenliga Süd)
- Katharina Pregartbauer (ehemalige Nationalspielerin)
- Christa Zötsch (ehemalige Nationalspielerin, über 500 Einsätze und mehr als 200 Tore für Leoben)
- Natalija Golob (slowenische Nationalspielerin)